# Neprobylice (Podbořany)
Neprobylice jsou malá vesnice, část města Podbořany v okrese Louny. Nachází se asi šest kilometrů na severovýchod od Podbořan. V roce 2011 zde trvale žilo 15 obyvatel.
Neprobylice leží v katastrálním území Neprobylice u Kaštic o rozloze 3,46 km². Vesnicí protéká Dolánecký potok.

## Název
Název vesnice je odvozen z příjmení Neprobyl ve významu ves lidí Neprobylových. Příjmení vzniklo ze zastaralého slovesa probyti (prospět). V historických pramenech se název objevuje ve tvarech: Nyeprowitz (1260), in Neprobilicz (1392, 1393), w Neprobyliczych (1543, 1545), na Neproběhlicích (1603), ve vsi Neprobiliczych (1609), Neprobelicze (1613), Neprobiettcz (1631), Neprawitz (1787) a Neprawitz nebo Neprowitz (1846).

## Historie

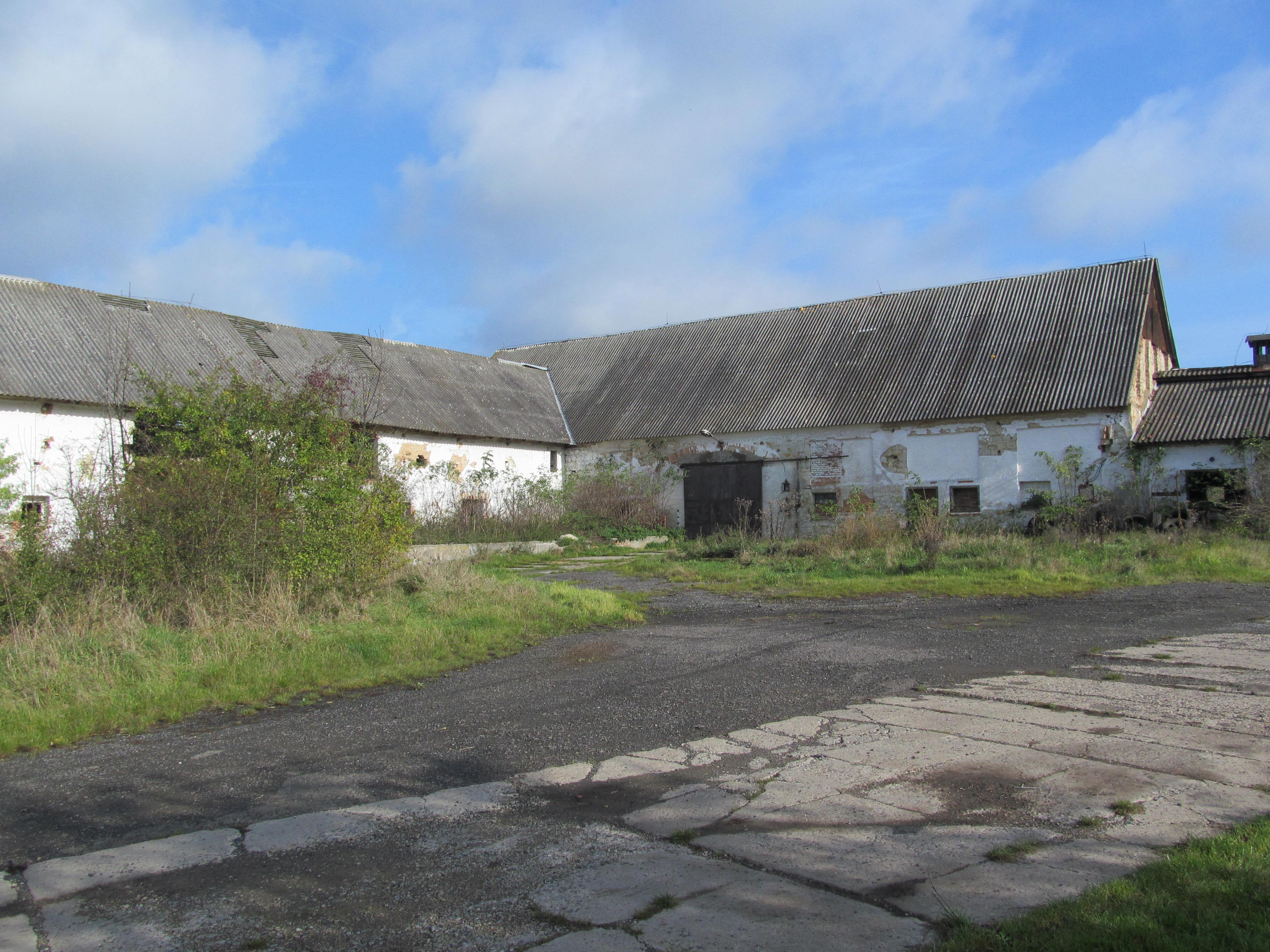
Budovy hospodářského dvora

První písemná zmínka o vesnici pochází z roku 1260, kdy patřila plaskému klášteru. Ve čtrnáctém století byla vesnice rozdělena na několik dílů, z nichž jeden okolo roku 1419 patřil rodu Chmelických z Vlčí hory. Větší část vsi později patřila Jaroslavu Kelblovi z Geisinku a roku 1549 ji od něj koupil Jan Kouč z Kouče, který si v Neprobylicích postavil tvrz. Po Janovi na tvrzi sídlil jeho syn Vilém Jindřich z Kouče, ale roku 1606 ji prodal Jáchymovi z Johnu. Po Jáchymově smrti tvrz připadla vdově Otilii, od které ji roku 1612 koupil Jan Albín Šlik. Neprobylice se na čas staly součástí doupovského panství, ale brzy poté je koupil Adam Gothard ze Štampachu a připojil je natrvalo k Oplotům. Jan Gothart přišel za účast na stavovském povstání v letech 1618–1620 o veškerý majetek. Neprobylická tvrz zanikla během třicetileté války a nebyla obnovena. Její fragmenty se dochovaly ve zdech hospodářského dvora, který ve dvacátém století využíval státní semenářský statek.

## Obyvatelstvo
Při sčítání lidu v roce 1921 zde žilo 134 obyvatel (z toho 57 mužů), z nichž bylo 25 Čechoslováků a 109 Němců. Všichni se hlásili k římskokatolické církvi. Podle sčítání lidu z roku 1930 měla vesnice 99 obyvatel: 35 Čechoslováků a 64 Němců. Většina stále byla římskými katolíky, ale žil tu také jeden evangelík, tři členové církve československé a jeden člověk bez vyznání.
|                                                                               | 1869 | 1880 | 1890 | 1900 | 1910 | 1921 | 1930 | 1950 | 1961 | 1970 | 1980 | 1991 | 2001 | 2011 |
| ----------------------------------------------------------------------------- | ---- | ---- | ---- | ---- | ---- | ---- | ---- | ---- | ---- | ---- | ---- | ---- | ---- | ---- |
| Obyvatelé                                                                     | 136  | 142  | 140  | 154  | 179  | 134  | 99   | 42   | 30   | 7    | 10   | 6    | 5    | 15   |
| Domy                                                                          | 24   | 24   | 22   | 24   | 24   | 24   | 25   | 11   | .    | 3    | 3    | 6    | 6    | 5    |
| Počet domů z roku 1961 je zahrnut v celkovém počtu domů místní části Kaštice. |      |      |      |      |      |      |      |      |      |      |      |      |      |      |